# The Amazing Spider-Man
The Amazing Spider-Man (с англ. — «Удивительный Человек-паук») — серия комиксов о супергерое Человеке-пауке, которая опубликовывалась издательством Marvel Comics с 1963 по 2012 года. Первые 38 выпусков создавались Стэном Ли и Стивом Дитко. После над серией работало множество известных писателей и художников. Комикс закончил свою нумерацию в ноябре 1998 года на выпуске #441. Второй том пережил 58 выпусков (до ноября 2003), а затем вернулась оригинальная нумерация (с 500 выпуска).
Серия была закончена в декабре 2012 года на выпуске #700. Основной серией комиксов о Человеке-пауке стала The Superior Spider-Man, первый выпуск которой вышел в январе 2013 года. Серия комиксов вернулась в декабре в виде пяти выпусков с нумерацией 700,1 — 700,5. Третий том серии вернулся в апреле 2014 года с Питером Паркером и новой нумерацией. С декабря 2015 года начался четвёртый том, с июля 2018 года — пятый, а с апреля 2022 года — шестой.
По мотивам комикса были созданы мультсериалы, компьютерные игры и фильмы.

## История издания
Впервые Человек-паук появился в 15-м выпуске комикса Amazing Fantasy (август 1962). Производство комикса было остановлено, но 15 выпуск был принят очень позитивно, а его продажи стали одними из самых больших, которые были у Marvel Comics в то время, в результате чего в марте 1963 года издательство запустило серию комиксов The Amazing Spider-Man, целиком посвящённую Человеку-пауку.
Персонаж был придуман Стэном Ли и Стивом Дитко, которые и создали первые 38 выпусков комикса с 1963 по 1966 года. Дитко ушёл после 38 выпуска, а Ли остался сценаристом до 100 выпуска. С тех пор над приключениями одного из главных героев Marvel работало большое количество писателей и художников.
The Amazing Spider-Man — главная серия комиксов о Человеке-пауке, которая оставалась единственной, комиксы которой выходили раз в месяц до тех пор, пока в 1976 году Marvel не запустила Peter Parker, The Spectacular Spider-Man. С тех пор было выпущено много побочных серий комиксов о Человеке-пауке, но новые персонажи и злодеи были представлены именно в The Amazing Spider-Man, и все главные события происходили в этом комиксе. Серию продолжали выпускать до 441 выпуска (ноябрь 1998), после чего Marvel перезапустила её с 1 номера в качестве 2-го тома (январь 1999), но на 40-летие Человека-паука вновь вернулась оригинальная нумерация, начиная с 500 выпуска (декабрь 2003).

## The Amazing Spider-Manvol. 3 (2014)
После окончания серии The Superior Spider-Man издатели Marvel решили воскресить Питера и продолжить оригинальное издание третьим томом. Художником был выбран Умберто Рамос, а писателем — Дэн Слотт. История начинается с того, что читатель переносится на много лет назад, в тот самый день, когда Питера Паркера впервые укусил подопытный паук. Выясняется, что перед смертью паук успел передать свои способности девушке по имени Синди Мун, которая, как и Питер, присутствовала на судьбоносной экскурсии в лаборатории.

## The Amazing Spider-Manvol. 4 (2015)
После событий серии Secret Wars ряд комиксов о Человеке-пауке были возобновлены, или созданы в рамках события «All-New, All-Different Marvel». Среди них был возобновлён и The Amazing Spider-Man. Комикс в первую очередь фокусируется на Питере Паркере, который продолжает возглавлять фирму Parker Industries, работающую по всему миру, и стал успешным бизнесменом.
Также Паркер принимает активное участие в глобальном событии «Вторая гражданская война» и готовится принять участие в событии «Вновь среди живых».

## The Amazing Spider-Manvol. 5 (2018)
В марте 2018 года было объявлено, что писатель Ник Спенсер будет писать основную полумесячную серию The Amazing Spider-Man, начиная с первого номера, заменив многолетнего писателя Дэна Слотта, в рамках перезапуска «Свежего старта» в июле. Первый пятисерийный сюжетный цикл назывался «Back to Basics». В ходе сюжета «Back to Basics» был представлен Киндред, таинственный злодей, имеющий некоторое отношение к прошлому Питера. Первой крупной историей Спенсера была «Охота», которая продолжалась с 16 по 23 выпуск. В конце истории умер давний злодей Человека-паука — Крейвен-охотник, которого заменил его сын-клон, Последний сын Крейвена.
The Amazing Spider-Man #45 положил начало истории «Sins Rising», в которой воскресший Пожиратель Грехов воплотил в жизнь планы Киндреда по очищению мира от греха, в частности, от греха Нормана Озборна. История завершилась в 49-м выпуске, выпуске № 850 в нумерации наследия, в котором Человек-паук и Зелёный гоблин объединились, чтобы победить Пожирателя грехов. История «Последние останки» началась в 50-м выпуске и завершилась в 55-м, в нём планы Киндреда воплотились в жизнь, когда он мучил Человека-паука. Выпуски 50, 51, 52, 53 и 54 посвящены Ордену Паутины, новой фракции Людей-пауков, состоящей из Джулии Карпентер (Мадам Паутина), Майлза Моралеса (Человек-паук), Гвен Стейси (Паук-призрак), Синди Мун (Шёлк), Джессики Дрю (Женщина-паук) и Ани Коразон (Девушка-паук). История также показала, что Киндред — это Гарри Озборн. «Last Remains» также получил два выпуска под названием «Last Remains Post-Mortem».
Ник Спенсер завершил свой цикл историей «Зловещая война», которая вошла в The Amazing Spider-Man #74 (номер наследия 875). В этой истории было сделано несколько отступлений от мифологии Человека-паука, включая то, что Киндред всё это время был Габриэлем и Сарой Стейси, тот факт, что близнецы Стейси на самом деле были генетически созданными существами, использующими ДНК Нормана Озборна и Гвен Стейси, что Гарри Озборн, вернувшийся в «Brand New Day», на самом деле был клоном, и что Норман заключил сделку с Мефисто, где он продал душу Гарри демону. История закончилась смертью клона Гарри, Габриэля и Сары и освобождением души настоящего Гарри из хватки Мефисто.
После ухода Спенсера из серии Marvel объявила о «Запредельной» эре Человека-паука, которая начнётся в The Amazing Spider-Man #75. Книга вернулась к формату, который был у неё во время «Brand New Day», а именно сменный состав авторов, включая Келли Томпсона, Саладина Ахмеда, Коди Зиглара, Патрика Глисона и Зеба Уэллса. Серия «Beyond» посвящена Бену Рейли, который снова взял на себя мантию Человека-паука, но при поддержке корпорации «Beyond». Питер заболевает и не может быть Человеком-пауком, поэтому он даёт Бену своё благословение.

## The Amazing Spider-Manvol. 6 (2022)
В январе 2022 года было объявлено, что сценарист Зеб Уэллс и Джон Ромита-младший будут работать над перезапуском The Amazing Spider-Man, доведя количество томов этой серии до шестого. Перезапуск включает в себя как унаследованную нумерацию #900, так и 60-летие персонажа.
27 апреля 2022 года вышел 1 выпуск 6 тома.